# FictionJunction
FictionJunction è un progetto musicale della compositrice giapponese Yuki Kajiura.

## Storia
Nato a Tokyo, il progetto si avvale di quattro cantanti: Keiko Kubota, Wakana Ootaki, Kaori Oda e Yuriko Kaidae in passato, collaborava al progetto anche la cantante Asuka Kato (sostituita nel 2009 da Kaida). Lavori singoli tra Kajiura e una delle cantanti sono indicati con l'aggiunta del nome della suddetta cantante a "FictionJunction" (ad esempio, il duo più prolifico nel progetto è FictionJunction YUUKA, composto da Kajiura e Yuuka Nanri). Molti brani famosi del progetto sono stati usati in numerose serie anime, tra cui Gundam Seed, Ookami Kakushi e Sacred Seven.

## Progetti
FictionJunction
Cantanti: Kaori Oda, Keiko Kubota, Wakana Ootaki, Yuriko Kaida (fino al 2009 vi era Asuka Kato al posto di Yuriko Kaida)
È la principale formazione del progetto, e quella le cui pubblicazioni vengono distribuite sotto il nome del solo progetto. I loro concerti vengono chiamati "Yuki Kajiura Live".
FictionJunction KAORI
Cantante: Kaori Oda
Il duo eseguì due "insert songs" per la serie anime Tsubasa Chronicle, Tsubasa e Dream Scape. Un altro brano del duo, Calling, fu usato come sigla di chiusura per l'anime Baccano!, mentre il brano Hanamori no Oka (花守の丘?) fu inserita in Hokuto no Ken: Toki Den, OAV di Ken il guerriero.
FictionJunction KEIKO
Cantante: Keiko Kubota
Il brano Kaze no Machi e (風の街へ?) venne usato come insert song negli episodi 19 e 21 dell'anime Tsubasa Chronicle. Il brano Nohara (野原?) è stato usato come B-side del singolo delle FictionJunction Toki no Mukou Maboroshi no Sora (時の向こう 幻の空?). Keiko Kubota è anche una delle tre cantanti delle Kalafina, altro gruppo fondato da Yuki Kajiura.
FictionJunction WAKANA
Cantante: Wakana Ootaki
Questo duo ha eseguito due brani per l'anime Ken il guerriero: la leggenda di Raoul il dominatore del cielo: Hikari no Yukue (光の行方?) e una versione in giapponese di Where the Lights Are. Un'altra canzone del duo, Paradise Regained, venne usata come insert song nell'anime El cazador. Wakana Ootaki è anche una delle tre cantanti delle Kalafina.
FictionJunction YURIKO KAIDA
Cantante: Yuriko Kaida
Yuriko Kaida collaborò molto con Kajiura anche prima della creazione del progetto "FictionJunction", specialmente nelle colonne sonore di anime, cantando molti suoi brani e contribuendo al lancio di Kajiura come compositrice di successo. Canta alcune canzoni agli inizi della carriera delle FictionJunction, per poi diventarne membro nel 2009 sostituendo Asuka Kato. Compare anche come corista nella maggior parte della discografia delle Kalafina.
FictionJunction YUUKA
Cantante: Yuuka Nanri
Prima collaborazione sotto il nome "FinctionJunction", questo duo è nato anni prima della nascita stessa del progetto. Il duo era inizialmente chiamato "FictionJunction featuring YUUKA", ma venne rapidamente accorciato. Hanno pubblicato due album e numerosi singoli, e sono il duo più famoso all'interno del progetto.
FictionJunction ASUKA
Cantante: Asuka Kato
La canzone Everlasting Song venne inserita come insert song nell'anime Elemental Gelade; una versione in giapponese del brano (nell'anime è presente la versione in inglese) venne pubblicata come singolo nel 2005, e raggiunse il 57º posto nella classifica settimanale Oricon rimanendovi per tre settimane. Questo duo cessò le attività all'inizio del 2009; Asuka Kato intraprese una carriera solista col nome di Aira Yuhki e da allora non collaborò più col progetto FictionJunction.
FictionJunction CLUB
Cantanti: Kaori Oda, Keiko Kubota, Wakana Ootaki, Yuriko Kaida, Yuuka Nanri, Hikaru Masai
Progetto che vede la collaborazione di Kajiura e delle cantanti dei progetti FictionJunction, FictionJunction YUUKA e Kalafina. Questo ensemble collaborò alle canzoni delle Kalafina sing a song e silent moon, entrambe pubblicate nel singolo sing a song, uscito il 16 marzo 2012 e disponibile solo per i membri del fan club.

## Discografia

### Album in studio
- Everlasting Songs (2009)

### Live
- FictionJunction 2008-2010 The Best of Yuki Kajiura Live (2010)

### Singoli
- Parallel Hearts (2009)
- Toki no Mukou Maboroshi no Sora (時の向こう 幻の空?) (2010)
- stone cold (2010)

### DVD
- Yuki Kajiura Live Vol.#2 2008.07.31 (2008)
- FictionJunction YUUKA: Yuki Kajiura Live Vol.#4 Part I: Everlasting Songs Tour 2009 (2009)
- FictionJunction: Yuki Kajiura Live Vol.#4 Part II: Everlasting Songs Tour 2009 (2009)